# 林宝护
林宝护（?—?），隋朝建安郡人，隋末闽中民变领袖。
隋大业十年六月初五·辛未（614年7月16日），林宝护、郑文雅等人聚众数万起义，横行闽北一带，并攻陷建安郡城（郡治闽县，今福建省福州市鼓楼区），建安太守杨景祥败死。这是闽中首次大规模农民起义。